# Rayachoti
Rayachoti ist eine Stadt im indischen Bundesstaat Andhra Pradesh.
Die Stadt liegt im Distrikt Annamayya. Rayachoti hat den Status einer Municipality. Die Stadt ist in 85 Wards gegliedert.

## Demografie
Die Einwohnerzahl der Stadt liegt laut der Volkszählung von 2011 bei 91.234. Rayachoti hat ein Geschlechterverhältnis von 961 Frauen pro 1000 Männer und damit einen für Indien häufigen Männerüberschuss. Die Alphabetisierungsrate lag bei 73,6 % im Jahr 2011. Knapp 50 % der Bevölkerung sind Hindus, ca. 49 % sind Muslime und ca. 1 % gehören einer anderen oder keiner Religion an. 12,6 % der Bevölkerung sind Kinder unter 6 Jahren.